# 2019年コロナウイルス感染症流行による子供への影響
2019年コロナウイルス感染症流行による子供への影響（2019ねんコロナウイルスかんせんしょうりゅうこうによるこどもへのえいきょう）では、新型コロナウイルス感染症 (COVID-19) の流行がもたらす子供への影響について述べる。

## 子供の新型コロナウイルス感染症 (2019年)

### 概要
2020年のとあるシステマティックレビューでは、新型コロナウイルス感染症 (COVID-19) に感染した子供は、大人よりも影響が軽く予後も良好である事が示されている。一方で子供は特徴的に、SARS-CoV-2ウイルスへの感染後、小児多系統炎症性症候群 (MIS-C)をまれに発症する事が知られている。これは持続的な発熱と重度の炎症を伴い、ごくまれに生命への危険を来す全身性疾患である  。
子どもや若者はより社会的に脆弱な集団と考えられるため、教育、メンタルヘルス、安全性、経済的な安定などの多くの面で、新型コロナウイルス感染症の世界的流行の影響をより強く受けると考えられる。
子供を含む家族構成員の誰かがこのウイルスに感染する事により、しばしば家庭内感染を引き起こし、子供を含めた同居家族の一部または全員が同時に発症し、より悪いケースでは入院、重篤化または死亡するなど、家族構成員と離れ離れになり、あるいは死別するなどの重大な喪失に繋がる事が懸念されている。
2021年10月、アメリカ国立衛生研究所 (NIH)は、疫病流行中の14か月間の間に、米国内の18歳未満の子供14万人以上が、1人以上の親または養育者と死別したと発表した。医学雑誌「ランセット」は2021年7月に、疫病流行中の14か月間の間に、全世界で150万人以上の子供が親を含む養育者と死別したと発表した。
災害、戦争など他の種類の災厄と同じく、新型コロナウイルスの世界的流行は、社会集団としての子供たちの脆弱性、あるいは社会・経済面での不平等性をこれまで以上に悪化させる危険性を孕むと考えられている。

### 疾患
新型コロナウイルス感染症 (以下単に、COVID-19) に感染した子供は、大多数が無症候性であり、重症度が軽度から中等度のケースが多い事が観測されている。
例として、2020年におけるCOVID-19の重症化率は、30歳代を1.0とすると、0歳代で0.5、10歳代が0.2、20歳代で0.3との報告がある。このように、大人と比較して発症や悪化、入院の可能性は低くなる傾向にあることが分かっている。
子供でも、まれに人工呼吸器などの呼吸補助やICU等における治療が必要となるほど重症化し、あるいは死亡する場合もある。まれに、多臓器不全に陥いる場合もある。このような重症や重篤な症例は、例として喘息（特に重症喘息）や、何らかの免疫不全状態など、特定の基礎疾患を持つ子供に多く見られている。
COVID-19に感染した場合、子供の死亡率は他の年齢層に比べて低く、大人よりも消化器系の症候を呈する割合が高い。
子供に最も多い症状は発熱で、次に乾性咳である。その他の症状としては、鼻づまりや鼻水、倦怠感、頭痛などがある。
COVID-19に罹患した子供の多数が、本疾患の長期的後遺症 (Long COVID) を呈する事を示唆するエビデンスも、いくつか示されている。
本疾患の世界的流行の初期（2020年前半）において、子供の足、指、つま先におけるしもやけ様の病変の顕著な増加が皮膚科医から報告された。これは俗に「COVID足指、コロナのつま先（COVID toes）」と呼ばれている。これにはSARS-CoV-2への感染が関与しているとの指摘がある一方で、軽い感冒様症状を含む無症候状態をしばしば呈する子供に対してはそもそもCOVID-19の診断は困難が伴うため、エビデンスの確立には未だ至っていない。
感染した子供はまれに小児多系統炎症性症候群 (MIS-C)をまれに発症する。これは、持続的な発熱と重度の炎症を伴う全身性疾患である。
MIS-Cの随伴症状には、強い腹痛や低血圧が含まれる。

## 教育

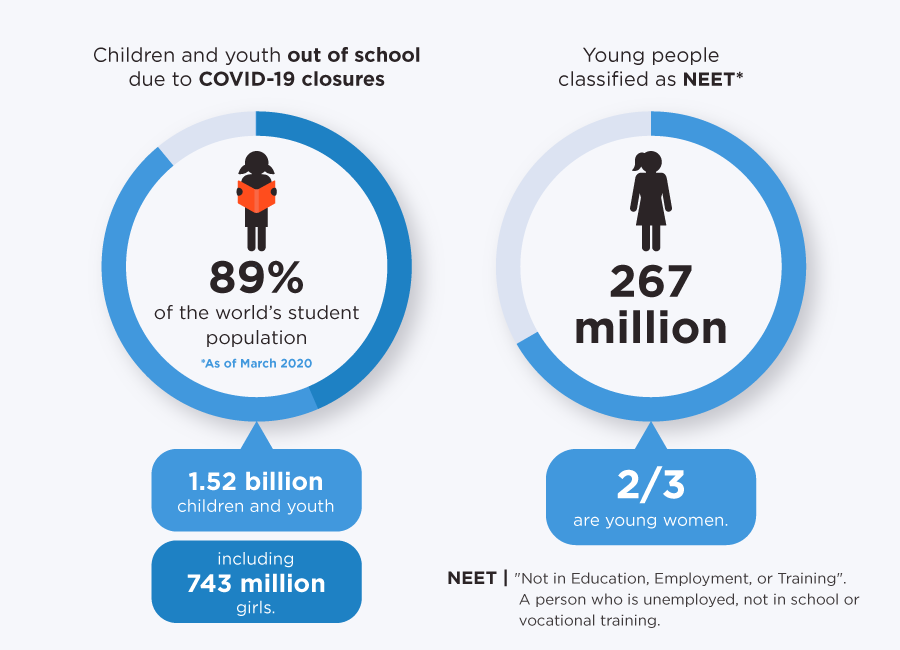
COVID-19によるロックダウン等により学校に通えない子供の、全生徒数に占める割合と数（89%、約15億人、うち女子が約7.4億人）およびニートに分類される若者の数（約2.6億人、うち女子が3分の2）（2020年3月時点）

### 学校の閉鎖
ユネスコは、2020年3月末までに、COVID-19の蔓延を防止するためのロックダウン等により、世界の学生人口の89％以上が学校や大学に通えていないと推計した。これにより、長期にわたる学校の閉鎖が学生に与える社会的、経済的、教育的な影響について深刻な懸念が生じている。さらに、学校の閉鎖によって、リモート教育へのアクセスの格差に起因する教育を受ける機会の格差や、家庭における育児や家事の負担が増加など、様々な問題が生じた。さらに学校で提供される給食や予防接種等の医療が、多くの家庭の子供に必要不可欠な健康管理上の重要な資源となっている事実から、これらの諸問題が低所得者やマイノリティの家庭の子どもたち、障害のある子どもたちを直撃し、さらに若い女性の雇用問題も含めて深刻な社会的不平等の結果をもたらしている。事例として、2014年から2016年にかけての西アフリカエボラ出血熱流行においては、学校の閉鎖により学校の退学者数、児童労働の割合、子どもに対する暴力、10代の妊娠の増加が観測されている。

### 学生生活への影響
ロックダウン等において、学生は主として将来の職業上のキャリアについて懸念を表明していた。
また、社会の人口統計学的要因や地理的要因の差異が、学生の大学における活動や学生生活のさまざまな側面においてそれぞれ異なった影響を与えている事が分かった。
実証研究の結果、疫病の流行とロックダウン等により齎された、大学構内での講義からオンライン講義への移行は、結果として、男子学生、定時制の生徒、学部生、応用科学系の学生、生活水準が低い学生、またはアフリカやアジアの低開発地域の学生に対し、より大きな影響を与える傾向のある事が判明した。その一方で、疫病の流行が社会全般に齎した影響としては、女子学生、全日制、学部生、日常生活や個人的状況に関し経済的な問題を抱えている学生に大きな影響を与える事も判明した。
さらにロックダウン等の危機の際において、学業熱心な学生、学業および生活に満足している学生、社会科学系の学生、奨学金を持受けあるいは学費を支払う資力のある生活水準の高い学生、またはヨーロッパに留学している学生は、大学の役割や対策に肯定的な評価をする傾向がある事が判明した。
ロイター通信が米国で実施した全国調査によれば、学校閉鎖や疫病流行の影響で、学生、生徒のメンタルヘルス面に深刻な影響が出ている事が判明した。影響については、生徒と教師の両方に及び、調査対象の学区のうちの90％において彼らの「欠席や離職」が増えているとの回答があり、また74％の学区で学生、生徒の精神的ストレスが増加しているとの回答があった。

## 健康、成長および発達への障害
疫病の流行やロックダウン等による両親や養育者に生じるストレスの増加、感染症のリスクの増加や社会的孤立が、子どもの健康と成長をも脅かし、幼少期の有害な経験をもたらす要因となる可能性を示している。
子供に対するこれらのストレスや重圧は、特に乳幼児期の神経学的発達に悪影響を及ぼし、大人になってからはうつ病の一因となることもありうる。
大学の研究者たちは、ロックダウン等の影響により、乳幼児が出生後1年間のほとんどを閉鎖的な生活の下で過ごし、その発達が社会的接触の減少によって大きく妨げられるのではないかと懸念を表明した。
医学雑誌「ランセット」には、COVID-19の蔓延によって医療や食糧の提供面でのアクセスが妨げられ、よって間接的に妊産婦死亡率や乳幼児死亡率を上昇させる効果があると指摘する報告書が掲載された。これによれば、「最も楽観的な予測でも、6ヵ月間で253,500人の子どもが死亡し、12,200人の妊産婦が死亡する」とされた。
また別の報告書によれば、疫病の蔓延により子供たちが親や養育者などの保護者を失うリスクがあり、蔓延の影響により、社会的に脆弱な立場にある人々の安全な水、社会福祉や医療などの資源へのアクセスが低下する可能性が指摘されている。
子どもが貧困に晒される機会が増加している。ソーシャル・ディスタンス（社会距離拡大）戦略による長期間の閉鎖的な生活は、子供たちの身体的運動量の低下、肥満や不規則な睡眠あるいは睡眠不足、生活パターンの乱れなど、子供たちの全般的な体力の衰えに直結している。
ユニセフは、全世界で数百万人の子供たちが新たに食糧不安や栄養不良に陥ると推計している。
COVID-19以外の疾患に向けた予防接種活動の進展にも影響が出ており、子供の死亡数の増加が予測されている。ユニセフによると、9,400万人以上の子どもたちが麻疹の予防接種を受けられなくなると予想されている。また、医療・保健サービスの提供の滞留または停止により子供のHIV感染が増加すると予測され、医療・保健サービスへのアクセスの途絶による死産の増加が予測されている。

### メンタルヘルス
疫病の流行中、未成年者の薬物・アルコール乱用とその検挙数は減少している。一方で精神科の受診率は、5歳から11歳の子どもで24％、それ以上の年齢の子どもでは31％増加した。子供たちの多くは、疫病の流行とその影響により、うつ病や神経症、不安障害などの精神疾患にかかりやすくなった。その中でも社会的孤立は、メンタルヘルスの質を低下させる主な要因となっている。
香港の心理学者ザノニア・チウは、うつ病の子どもたちについて「学校が閉鎖された今、何週間も部屋に閉じこもり、シャワーを浴びることも、食事をすることも、ベッドから出ることも拒否する者がいる」と述べている。疫病の流行中、家庭内暴力の増加や児童虐待のリスク上昇が報告されている。

## 乳幼児の世界に対する経験と理解
ワシントン・ポストの論説者は、疫病の流行後に通常の生活に戻る日が来ると言うが、乳幼児は既に何が「通常の生活」なのかを忘れている可能性があると論評した。
多くの幼い子供たちが、疫病の流行とロックダウンの最中の閉鎖的で限定された世界観に基づく現実認識をする傾向が見られると言う。通常の保育園や幼稚園などが閉鎖され、他の子供たちと疎遠になり、昔の友達を思い出せない事も起きていると言う。一方、以前は日常的に店舗や親戚の家を訪問していたところ、これらの行為をある意味どこか遠くへ旅行に行くかのように珍しくてわくわくする体験と感じるような傾向が見られると言う。しかし一方で、疫病流行以前に出生した乳幼児はそのほとんどが、朧気ながらも以前の記憶をある程度その意識に留めていることが観察されたと言う。
英国、スペイン、カナダ、スウェーデン、ブラジル、オーストラリアの7歳から12歳までの子供たちを対象に、新型コロナウイルス感染症の世界的流行に対する理解度を調査したところ、半数以上の子どもたちが、相応の知識を持ち合わせている事が判明した。
子供たちはこの流行に対し「心配だ」「怖い」「怒り」「戸惑い」といった色々な否定的感情と関連付けている事が判明した。また子供たちは、どのような種類の人々がウイルスにより感染しやすいのか、また、その地域で実施されている閉鎖その他の規制を知っている傾向が見られた。
多くの子供が「ソーシャル・ディスタンス」など、疫病の流行に関連した新しい用語や慣用句を学習していた。子供たちの学習の情報源は、教師から親が一般的であり、他には友人やテレビ、インターネットからであった。

## リスクグループへの影響
疫病の流行中、子供の安全は危険に晒され続けている。不衛生な密集した環境で生活する子供たちは特に危険に晒されている。疫病の流行により、若者（特に女性）、先住民、移民や難民は、社会的孤立や差別、貧困による圧迫を原因として、社会・経済面や健康面への悪影響や、女性に対する暴力のリスクの増大に直面している。
また、経済的負担に喘ぐ困窮した家族が、児童婚をさせる傾向がみられる。
米国における児童虐待の報告数は、流行に際し、2019年4月から2020年4月にかけて平均40.6%減少した。しかし児童福祉団体は、この減少は間接的な原因として、児童虐待の報告元の殆どを占める学校や保育所が流行により閉鎖されたため、実数よりも報告数に不足が生じた結果だと指摘している。
米国レイプ虐待近親相姦全国ネットワークは、2020年4月に、同団体が運営する性的暴行救援ホットラインに助けを求めて電話をかけてくる被害者の半数以上が未成年者であることを初めて公表した。

### 移民若年層への影響
この疫病の流行による世界的な危機により、元より脆弱で不平等であった若年層の生活基盤の状況がより悪化する事に繋がっている。
医療福祉あるいは人道的支援サービスは、危機がもたらす社会の脆さや闘争、あるいは緊急事態などの諸規制によって、その制度的能力が損なわれ、またサービスへのアクセスが限られてしまい、その状況は悪化し続けている。
特に大きな影響を受けているのは、若年層のうち、移民層、国内で疫病により疎開しまたは難民となった者、都市部の貧困スラム街に住む者、ホームレス、障がい者、HIV感染者である。収入のある親と別居し、または同居者がおらず、孤立した移民の若者は、搾取、暴力、メンタルヘルスの問題に晒されるリスクが高く、医療保健や援護サービスへのアクセスも不十分である。

## ワクチン
2020年9月22日時点で、18歳未満の子どもを対象としたワクチン試験（治験）は行われておらず、よってワクチンの予防接種対象とはなっていなかった。
CDCによると、2021年3月時点で、16歳または17歳の青年はファイザー社のCOVID-19ワクチンの対象となるが、モデルナ社やヤンセン社（ジョンソン・エンド・ジョンソン社）のワクチンは対象外となっている。2021年3月時点で、モデルナ社とファイザー社は、子供をも対象とするワクチンの治験を開始しており、ジョンソン・エンド・ジョンソン社も同様に実施する予定である。